# Triodos Bank
Triodos Bank N.V. é um banco ético com sede nos Países Baixos, com filiais na Bélgica, Alemanha, França, Reino Unido e Espanha. Foi fundado em 1980. O Triodos Bank financia empresas que acredita agregar valor cultural e beneficiar as pessoas e o meio ambiente. Isso inclui empresas nas áreas de energia solar, agricultura orgânica ou cultura.
Em 2020, o Triodos Bank tinha 728.000 clientes em todo o mundo.

## História

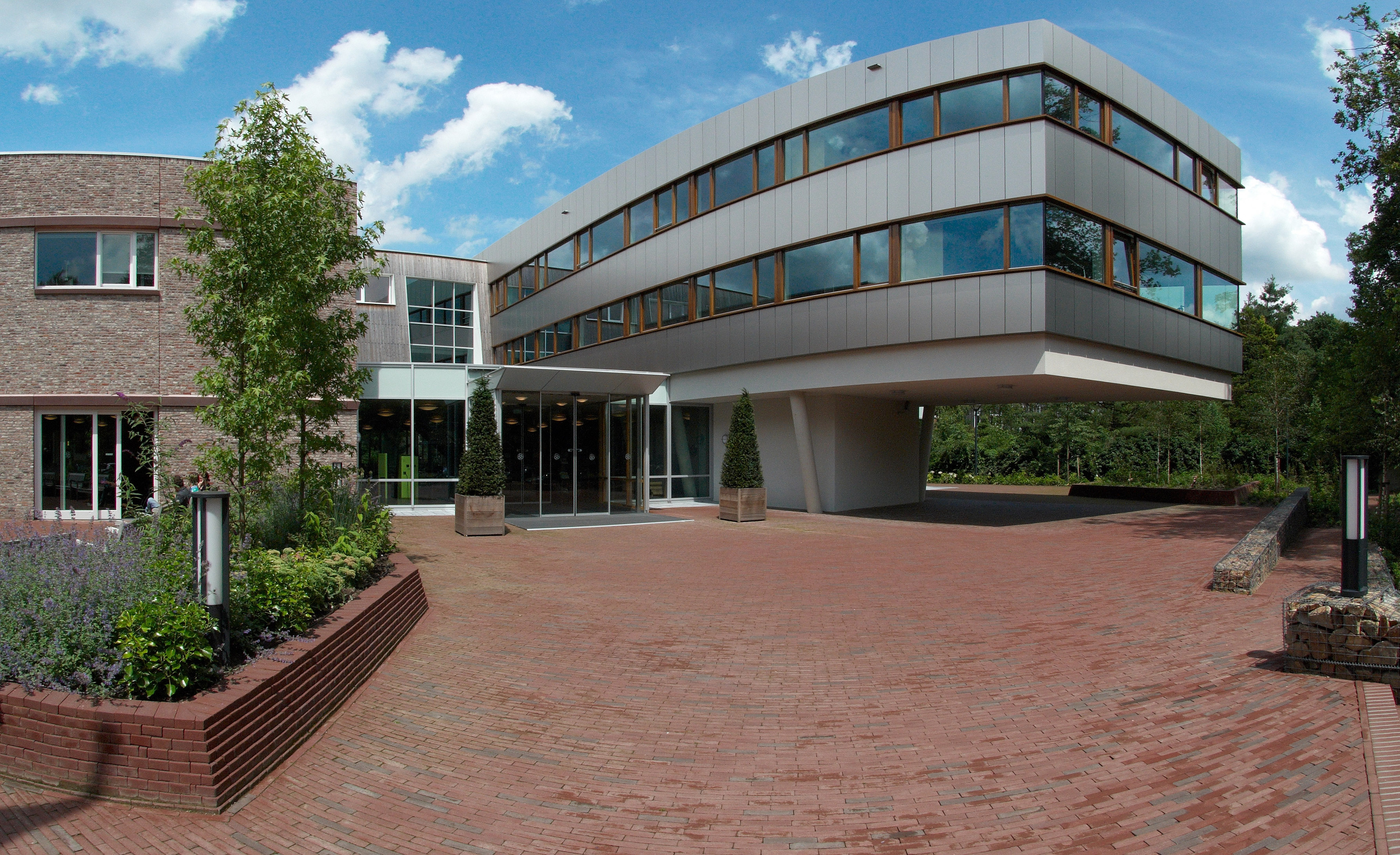
Banco Triodos em Zeist, Países Baixos

O nome Triodos é derivado do grego "τρὶ ὁδος - tri hodos", que significa "três estradas" (pessoas, planeta, lucro; em inglês PPP). O banco foi fundado como uma iniciativa antroposófica e continua a homenagear o trabalho de Rudolf Steiner como inspiração para sua abordagem ao setor bancário.
Em 1980, a Triodos lançou o primeiro "fundo verde", um fundo para projetos ecológicos, na Bolsa de Valores de Amsterdã. A Friends of the Earth, nos Países Baixos, afirma que a transferência de 10.000 euros em economias de um "retardatário climático", como o ABN Amro, para o Triodos resultará efetivamente em uma economia de emissões de dióxido de carbono equivalente ao que seria alcançado sem dirigir um carro por seis meses. O banco compensa 100% de suas próprias emissões de CO2.
Triodos assumiu o banco ético britânico Mercury Provident em 1994.
As operações bancárias e as relações com os clientes são essencialmente virtuais, mas adaptam-se aos costumes locais. Na Espanha, por exemplo, os escritórios físicos são os preferidos pelos clientes e, por isso, foram abertos vários escritórios comerciais nas grandes cidades.

## Política
Os poupadores podem abrir contas de poupança convencionais, bem como fundos éticos e capital de risco. A Triodos também oferece contas correntes pessoais convencionais e serviços bancários empresariais. A Triodos também tem um departamento internacional ativo, apoiando iniciativas de microfinanciamento em países em desenvolvimento. O Triodos é o único banco comercial do Reino Unido a fornecer uma lista anual de todos os empréstimos que o banco fez.
O Triodos Bank mantém a seguinte política em relação às atividades financeiras e investimentos:

### Critérios para empréstimo[9]
O Triodos é incomum, pois só empresta para empresas e instituições de caridade consideradas benéficas para o meio ambiente ou social. Essa "triagem positiva" estende suas políticas além das adotadas por bancos éticos, que apenas evitam investir em empresas consideradas prejudiciais ("triagem negativa"). O banco usa dinheiro depositado por cerca de 100.000 poupadores e o empresta a centenas de organizações, como iniciativas de comércio justo, agricultura orgânica, iniciativas culturais e artísticas, projetos de energia renovável e empresas sociais.
“[Triodos] não empresta para organizações, negócios e projetos que estão diretamente envolvidos em mais de 5% de suas atividades em produtos e serviços não sustentáveis ou processos de trabalho não sustentáveis. No entanto, o Triodos Bank irá, no melhor de seu conhecimento, excluir todas as organizações, negócios e atividades que produzem ou distribuem energia nuclear, armas, peles, pornografia e substâncias ambientalmente perigosas"

### Transparência
A Triodos "publica detalhes de todas as organizações para as quais eles emprestam e investem". O banco exibe seu relatório anual online para empréstimos e fundos confiados, que destaca os principais fatos e números do Triodos Bank.